# 夢の糸
「夢の糸」（ゆめのいと）は、日本の声優・歌手である鬼頭明里の6枚目のシングル。2024年1月31日にポニーキャニオンから発売された。

## 音楽性

### 夢の糸
表題曲であるこの楽曲は、テレビアニメ『魔都精兵のスレイブ』のオープニングテーマに使用された。
楽曲自体は、リリースの2年前である2022年にレコーディングを行っていたが、時間が経ってしまったことを理由に、改めてレコーディングされている。その際、周囲から「昔より上手になっているね」と評価され、鬼頭は「すごく嬉しかったので、皆さんにもぜひ成長を感じてほしい」とインタビューで語っている。また、楽曲の雰囲気がロック調なのに関して鬼頭は「デビュー当時の雰囲気が戻ってきた」としたうえで、「昔からこういう楽曲を聴いていたので、レコーディングはとても楽しかったです」と振り返っている。

### From Fate
カップリング曲であるこの楽曲は、表題曲同様にロック調の楽曲となっており、鬼頭は「難しい曲ばかり聴いてきていて、カラオケでもずっと歌ってきたくらい、難しい曲が好き」という理由から、1番難しそうな曲を選曲したという。また、鬼頭は「キーが高く、トリッキーな楽曲なので、歌いがいがありました」とした一方、英語の歌詞が多くライブで歌うのは大変だとしたうえで「めちゃくちゃ盛り上がりそうなのですごく楽しみです。ライブまでに心を高めていただけたら嬉しいなと思います」と意気込みを語っている。

## プロモーション
初回封入特典として、特定の販売店で購入した場合は先着で各チェーン店ごとに、ブロマイドや缶バッジなどの特典が配布された。また、グッズ付限定盤として、アクリルスタンドが付属した特装盤がアニメイト限定でリリースされた。
シングル発売前日である2023年1月30日に、特番『鬼頭明里6thシングル「夢の糸」発売直前YouTube LIVE！』がYouTubeにて生配信された。

## シングル収録曲
| #         | タイトル                    | 作詞・作曲 | 編曲      | 時間  |
| --------- | --------------------------- | ---------- | --------- | ----- |
| 1.        | 「夢の糸」                  | 久保正貴   | 久保正貴  | 3:30  |
| 2.        | 「From Fate」               | 凛々咲 T4K | T4K       | 3:20  |
| 3.        | 「夢の糸」(instrumental)    |            |           | 3:30  |
| 4.        | 「From Fate」(instrumental) |            |           | 3:19  |
| 5.        | 「夢の糸」(TV Size Ver.)    |            |           | 1:33  |
| 合計時間: | 合計時間:                   | 合計時間:  | 合計時間: | 15:12 |

| #  | タイトル                              | 作詞 | 作曲・編曲 |
| -- | ------------------------------------- | ---- | ---------- |
| 1. | 「夢の糸」(MUSIC VIDEO)               |      |            |
| 2. | 「夢の糸」(ジャケット・MV撮影 MAKING) |      |            |

## 参加ミュージシャン
| 夢の糸 - All Instruments & Programming：久保正貴 - Chorus Direction：久保正貴 | From Fate - Guitar：T4K - Bass：土井達也(HANO) - All Other Instruments：T4K |

## タイアップ
| # | 曲名       | タイアップ                                           | 出典  |
| - | ---------- | ---------------------------------------------------- | ----- |
| 1 | 「夢の糸」 | テレビアニメ『魔都精兵のスレイブ』オープニングテーマ | [ 6 ] |

## チャート
| チャート                          | 最高 順位 | 出典  |
| --------------------------------- | --------- | ----- |
| オリコン 週間CDシングルランキング | 19        | [ 2 ] |
| Billboard Japan Hot Singles Sales | 23        | [ 3 ] |